# Гилбоа (Охајо)
Гилбоа (енгл. Gilboa) град је у америчкој савезној држави Охајо.

## Демографија
По попису из 2010. године број становника је 184, што је 14 (8,2%) становника више него 2000. године.
| Група             | 2000.       | 2010.       |
| Белци             | 167 (98,2%) | 164 (89,1%) |
| Афроамериканци    | 0 (0,0%)    | 0 (0,0%)    |
| Азијати           | 0 (0,0%)    | 1 (0,5%)    |
| Хиспаноамериканци | 1 (0,6%)    | 17 (9,2%)   |
| Укупно            | 170         | 184         |